# Eduard Koksharov
Eduard Aleksándrovich Koksharov (ruso:Эдуард Александрович Кокшаров; 4 de noviembre de 1975, Krasnodar, Rusia) es un exjugador de balonmano ruso que jugaba en la posición de extremo izquierdo. Se retiró al término de la temporada 2012-13 tras jugar sus dos últimas temporadas en activo con el Chejovskie Medvedi de Rusia. Participó en 3 Juegos Olímpicos, en los que consiguió una medalla de oro y una de bronce. Fue 226 veces internacional con la selección rusa de balonmano en los que anotó un total de 1.110 goles.
Actualmente, es entrenador de la Selección de balonmano de Rusia y del RK Vardar.

## Equipos

### Como jugador
- SKIF Krasnodar (¿?-1999)
- RK Celje (1999-2011)
- Chejovskie Medvedi (2011-2013)

### Como entrenador
- SKIF Krasnodar (2014-2016)
- HC Vardar (2016)
- Selección de balonmano de Rusia (2017-)
- HC Vardar (2019- )

## Palmarés

### RK Celje
- Liga de Campeones de la EHF (2004)
- Liga de Eslovenia (2000, 2001, 2003, 2004, 2005, 2006, 2007, 2008)
- Copa de Eslovenia (2000, 2001, 2004, 2006, 2007)

### Chehovskie Medvedi
- Liga de Rusia (2012, 2013)
- Copa de Rusia (2012, 2013)

### Selección nacional

#### Campeonato del Mundo
- Medalla de oro en el Campeonato del Mundo de 1997
- Medalla de plata en el Campeonato del Mundo de 1999

#### Campeonato de Europa
- Medalla de plata en el Campeonato de Europa de 2000

#### Juegos Olímpicos
- Medalla de oro en los Juegos Olímpicos de 2000
- Medalla de bronce en los Juegos Olímpicos de 2004

### Consideraciones personales
- Máximo goleador del Campeonato del Mundo de 2001
- 3 veces elegido mejor extremo izquierdo del Campeonato del Mundo (2001, 2003 y 2005)
- 2 veces elegido mejor extremo izquierdo del Campeonato de Europa (2004 y 2006)